# Apotomis kusunokii
Apotomis kusunokii is een vlinder uit de familie van de bladrollers (Tortricidae). De wetenschappelijke naam van de soort is voor het eerst geldig gepubliceerd in 1993 door Kawabe.